# Santuario della Novareia
Il santuario della Novareia è un santuario mariano - dedicato alla Madonna delle Grazie - situato all'imbocco della Valsessera nel comune di Portula, a circa 750 metri di altitudine, in una cornice di boschi.

## Storia
Il santuario è stato eretto sul luogo di una presunta apparizione della Vergine ad un'anziana del luogo, Antonina Cravetta, avvenuta nel 1650 circa. In quest'apparizione la Vergine avrebbe chiesto l'erezione di una chiesa. Tuttavia, inizialmente fu eretta solo una piccola cappella di fronde.
La costruzione dell'attuale edificio è successiva ad una presunta seconda apparizione a Giacomo di Michel, avvenuta nel 1712 e accompagnata da una guarigione miracolosa. La chiesa settecentesca contiene un altare ligneo opera di Aurelio Termine, fu completata nel corso del XIX secolo. La semplice ed elegante facciata a capanna è preceduta da un portico di notevole ampiezza, utilizzato come luogo di ristoro dei pellegrini. Nel piazzale antistante la chiesa è stata collocata una statua in onore della Vergine.
Il santuario della Novareia è raggiungibile in auto percorrendo circa 3,5 km di strada non asfaltata a partire dalla frazione di Castagnea, ma generalmente l'itinerario è coperto a piedi. Il santuario è uno dei luoghi di culto toccati dai due percorsi storico-artistico-devozionali CoEUR e Cammino di San Carlo.